# Дарја Швајгер
Дарија Швајгер (16. јун 1965, Марибор) је словеначка певачица, учесница Евровизије 1995. и 1999. године.

## Ране године
Страст за музиком пратила је Дарију од детињства. Након што је завршила средњу школу, уписала је музичку академију и почела да похађа часове уметности у аустријском граду Грацу, где је студирала класично соло певање и џез певање. Већ током студија почела је да наступа као вокални солиста са разним групама и симфонијским оркестрима. Од 1992. године учествовала је у неколико пројеката Словеначког народног театра у Марибору.

## Евровизија 1995
Године 1995. Дарија Швајгер представљала је Словенију на такмичењу за песму Евровизије 1995. у Даблину, Ирска. Даријин наступ постао је један од најуспешнијих у историји учешћа Словеније на Песми Евровизије. Песма „Прислухни ми“ (Послушај ме) освојила је 84 бода и заузела 7. место од 23 учесника.

## Евровизија 1999
1999. године, словеначка Евровизија је одабрана кроз ТВ пројекат " ЕМА " у организацији РТВ Словеније. Поново је Дарија Швајгер постала представница земље на свеевропском такмичењу са песмом „За хиљаду година“ на енглеском језику. Према резултатима такмичења, песма је завршила на 11. месту са 50 бодова.

## Садашња каријера
Дарија Швајгер је учесница бројних музичких догађаја који се одржавају у Словенији. 2011. године била је члан стручног жирија на националном избору песме „ЕМА 2011”.  Од јесени 2011. Дарија је на сличној функцији на ТВ пројекту Мисија-Евровизија (Мисија Евровизија).